# 코파 아메리카 센테나리오 선수 명단
코파 아메리카 센테나리오는 2016년 6월 3일부터 6월 26일까지 미국에서 개최되는 국제 축구 대회이다. 본선에 진출한 16개 국가대표팀들은 22명, 골키퍼가 3명일 경우 23명까지 구성된 선수 명단을 등록해야 하며 이 선수 명단에 포함된 선수들만 대회에 참가할 수 있다. 각 국가대표팀은 1-23번까지 마크되어 있다.

## A조

### 콜롬비아
- 감독:  호세 페케르만

콜롬비아는 2016년 5월 21일에 최종 명단을 발표하였다.2016년 5월 31일, 오스카 무리요가 부상으로 인해 엔트리에서 제외되고, 예리 미나로 교체되었다.
| 번호 | 위치 | 선수                     | 생년월일 (나이)        | 출전 | 득점 | 소속                           |
| ---- | ---- | ------------------------ | ---------------------- | ---- | ---- | ------------------------------ |
| 1    | GK   | 다비드 오스피나          | 1988년 8월 31일(27세)  | 64   | 0    | 아스널 FC                      |
| 2    | DF   | 크리스티안 사파타        | 1986년 9월 30일(29세)  | 40   | 0    | AC 밀란                        |
| 3    | DF   | 예리 미나                | 1994년 9월 23일(21세)  | 2    | 0    | SE 파우메이라스                |
| 4    | DF   | 산티아고 아리아스        | 1992년 1월 13일(24세)  | 21   | 0    | PSV 에인트호번                 |
| 5    | MF   | 기예르모 셀리스          | 1993년 5월 8일(23세)   | 1    | 0    | 후니오르 FC                    |
| 6    | MF   | 카를로스 산체스          | 1986년 3월 9일(30세)   | 62   | 0    | 애스턴 빌라 FC                 |
| 7    | FW   | 카를로스 바카            | 1986년 9월 8일(29세)   | 27   | 11   | AC 밀란                        |
| 8    | MF   | 에드윈 카르도나          | 1992년 12월 8일(23세)  | 14   | 3    | CF 몬테레이                    |
| 9    | FW   | 로헤르 마르티네스        | 1994년 6월 23일(21세)  | 0    | 0    | 라싱 클루브                    |
| 10   | MF   | 하메스 로드리게스 (주장) | 1991년 7월 12일(24세)  | 42   | 14   | 레알 마드리드 CF               |
| 11   | MF   | 후안 콰드라도            | 1988년 5월 26일(28세)  | 49   | 5    | 유벤투스 FC                    |
| 12   | GK   | 로빈손 사파타            | 1978년 9월 30일(37세)  | 3    | 0    | 인데펜디엔테 산타페            |
| 13   | MF   | 세바스티안 페레즈        | 1993년 3월 29일(23세)  | 2    | 1    | 아틀레티코 나시오날            |
| 14   | DF   | 스테판 메디나            | 1992년 6월 14일(23세)  | 4    | 0    | CF 파추카                      |
| 15   | DF   | 펠리페 아길라르          | 1993년 1월 20일(23세)  | 0    | 0    | 아틀레티코 나시오날            |
| 16   | MF   | 다니엘 토레스            | 1989년 11월 15일(26세) | 4    | 0    | 데포르티보 인데펜디엔테 메데인 |
| 17   | FW   | 다이로 모레노            | 1985년 9월 16일(30세)  | 27   | 2    | 클루브 티후아나                |
| 18   | DF   | 프랑크 파브라            | 1991년 2월 22일(25세)  | 5    | 0    | 보카 주니어스                  |
| 19   | DF   | 파리드 디아스            | 1983년 7월 20일(32세)  | 2    | 0    | 아틀레티코 나시오날            |
| 20   | MF   | 안드레 펠리페 로아       | 1993년 5월 25일(23세)  | 1    | 0    | 데포르티보 칼리                |
| 21   | FW   | 마를로스 모레노          | 1996년 9월 20일(19세)  | 2    | 0    | 아틀레티코 나시오날            |
| 22   | DF   | 헤이손 무리요            | 1992년 5월 27일(24세)  | 16   | 1    | FC 인테르나치오날레 밀라노     |
| 23   | GK   | 크리스티안 보니야        | 1993년 6월 2일(23세)   | 0    | 0    | 아틀레티코 나시오날            |

### 코스타리카
코스타리카는 2016년 5월 19일 최종 명단을 발표하였다. 2016년 5월 20일, 에스테반 알바르도가 부상으로 인해 엔트리에서 제외되고, 레오넬 모레이라로 교체되었다.2016년 5월 31일, 케일로르 나바스가 왼발 아킬레스 건염으로 인해 엔트리에서 제외되고, 다니 카르바할로 교체되었다.아리엘 로드리게스가 부상으로 인해 엔트리에서 제외되고, 조니 우들리로 교체되었다.
| 번호 | 위치 | 선수                 | 생년월일 (나이)        | 출전 | 득점 | 소속                     |
| ---- | ---- | -------------------- | ---------------------- | ---- | ---- | ------------------------ |
| 1    | GK   | 다니 카르바할        | 1989년 1월 8일(27세)   | 0    | 0    | 데포르티보 사프리사      |
| 2    | DF   | 호니 아코스타        | 1983년 7월 21일(32세)  | 40   | 2    | LD 알라후엘렌세          |
| 3    | DF   | 프란시스코 칼보      | 1992년 7월 8일(23세)   | 11   | 0    | 데포르티보 사포르사      |
| 4    | DF   | 미차엘 우마냐        | 1982년 7월 16일(33세)  | 92   | 1    | 페르세폴리스 FC          |
| 5    | MF   | 셀소 보르헤스        | 1988년 3월 27일(28세)  | 88   | 20   | 데포르티보 라코루냐      |
| 6    | DF   | 오스카르 두아르테    | 1989년 6월 3일(27세)   | 28   | 2    | RCD 에스파뇰             |
| 7    | MF   | 크리스티안 볼라뇨스  | 1984년 3월 30일(32세)  | 57   | 2    | 밴쿠버 화이트캡스 FC     |
| 8    | DF   | 브리안 오비에도      | 1990년 2월 18일(26세)  | 28   | 1    | 에버턴 FC                |
| 9    | FW   | 알바로 사보리오      | 1982년 3월 22일(34세)  | 107  | 35   | D.C. 유나이티드          |
| 10   | FW   | 브리안 루이스 (주장) | 1985년 8월 18일(30세)  | 87   | 21   | 스포르팅 CP              |
| 11   | MF   | 호안 베네가스        | 1988년 11월 27일(27세) | 21   | 5    | 몬트리올 임팩트          |
| 12   | MF   | 조엘 캠벨            | 1992년 6월 26일(23세)  | 58   | 11   | 아스널 FC                |
| 13   | MF   | 에스테반 그라나도스  | 1985년 10월 25일(30세) | 14   | 0    | CS 에레디아노            |
| 14   | MF   | 란달 아소페이파      | 1984년 12월 30일(31세) | 38   | 1    | CS 에레디아노            |
| 15   | DF   | 호세 살바티에라      | 1989년 10월 10일(26세) | 26   | 0    | LD 알라후엘렌세          |
| 16   | DF   | 크리스티안 감보아    | 1989년 10월 24일(26세) | 47   | 2    | 웨스트브로미치 앨비언 FC |
| 17   | MF   | 옐친 테헤다          | 1992년 3월 17일(24세)  | 34   | 0    | 에비앙 토농 가야르 FC    |
| 18   | GK   | 파트리크 펨베르톤    | 1982년 3월 24일(34세)  | 27   | 0    | LD 알라후엘렌세          |
| 19   | DF   | 켄달 와스톤          | 1988년 1월 1일(28세)   | 7    | 1    | 밴쿠버 화이트캡스 FC     |
| 20   | FW   | 조니 우들리          | 1980년 7월 27일(35세)  | 0    | 0    | LD 알라후엘렌세          |
| 21   | FW   | 마르코 우레냐        | 1990년 3월 5일(26세)   | 40   | 10   | FC 미트윌란              |
| 22   | DF   | 로날드 마타리타      | 1994년 7월 9일(21세)   | 8    | 0    | 뉴욕 시티 FC             |
| 23   | GK   | 레오넬 모레이라      | 1990년 4월 4일(26세)   | 5    | 0    | CS 에레디아노            |

### 파라과이
- 감독:  라몬 디아스

파라과이는 2016년 5월 25일 최종 명단을 발표하였다.로케 산타 크루스의 부상으로 안토니오 사나브리아로 대체되었으며, 파블로 세사르 아길라와 네스토르 오르띠고사가 부상으로 인해 빅터 아얄라와 이반 피리스로 대체되었다.
| 번호 | 위치 | 선수                    | 생년월일 (나이)        | 출전 | 득점 | 소속            |
| ---- | ---- | ----------------------- | ---------------------- | ---- | ---- | --------------- |
| 1    | GK   | 후스토 비야르 (주장)    | 1977년 6월 30일(38세)  | 114  | 0    | 콜로-콜로       |
| 2    | DF   | 파비안 발부에나         | 1991년 8월 23일(24세)  | 3    | 0    | 코린치앙스      |
| 3    | DF   | 구스타보 고메스         | 1993년 5월 6일(23세)   | 13   | 2    | 라누스          |
| 4    | DF   | 이반 피리스             | 1989년 3월 10일(27세)  | 24   | 0    | 우디네세 칼초   |
| 5    | DF   | 브루노 발데스           | 1992년 10월 6일(23세)  | 10   | 0    | 세로 포르테뇨   |
| 6    | DF   | 미겔 사무디오           | 1986년 8월 24일(29세)  | 33   | 1    | 아메리카        |
| 7    | FW   | 호르헤 베니테스         | 1992년 9월 2일(23세)   | 5    | 1    | 크루스 아술     |
| 8    | MF   | 후안 로드리고 로하스    | 1988년 4월 9일(28세)   | 6    | 0    | 세로 포르테뇨   |
| 9    | FW   | 안토니오 사나브리아     | 1996년 3월 4일(20세)   | 5    | 0    | 스포르팅 히혼   |
| 10   | FW   | 데를리스 곤살레스       | 1994년 3월 23일(22세)  | 20   | 3    | 디나모 키예프   |
| 11   | FW   | 에드가 베니테스         | 1987년 11월 8일(28세)  | 52   | 8    | 케레타로        |
| 12   | GK   | 안토니 실바             | 1984년 2월 27일(32세)  | 14   | 0    | 세로 포르테뇨   |
| 13   | MF   | 블라스 리베로스         | 1988년 4월 16일(28세)  | 0    | 0    | 올림피아        |
| 14   | DF   | 파울로 다 실바          | 1980년 2월 1일(36세)   | 133  | 2    | 톨루카          |
| 15   | FW   | 후안 이투르베           | 1993년 6월 4일(22세)   | 1    | 0    | 본머스          |
| 16   | MF   | 셀소 오르티스           | 1989년 1월 26일(27세)  | 8    | 0    | AZ              |
| 17   | FW   | 미겔 알미론             | 1993년 11월 13일(22세) | 1    | 0    | 라누스          |
| 18   | FW   | 넬손 발데스             | 1983년 11월 28일(32세) | 74   | 13   | 시애틀 사운더스 |
| 19   | FW   | 다리오 레스카노         | 1990년 6월 30일(25세)  | 5    | 4    | 잉골슈타트 04   |
| 20   | DF   | 빅토르 아얄라           | 1988년 1월 1일(28세)   | 17   | 0    | 라누스          |
| 21   | MF   | 오스카르 로메로         | 1992년 7월 4일(23세)   | 17   | 1    | 라싱            |
| 22   | GK   | 디에고 바레토           | 1981년 7월 16일(34세)  | 13   | 0    | 올림피아        |
| 23   | MF   | 로베르트 피리스 다 모타 | 1994년 7월 26일(21세)  | 0    | 0    | 올림피아        |

### 미국
- 감독:  위르겐 클린스만

미국은 2016년 5월 22일에 최종 명단을 발표하였다.5월 27일, 티모시 챈들러의 부상으로 에드가르 카스티요가 대신 명단에 들어갔다.
| 번호 | 위치 | 선수                   | 생년월일 (나이)        | 출전 | 득점 | 소속                 |
| ---- | ---- | ---------------------- | ---------------------- | ---- | ---- | -------------------- |
| 1    | GK   | 브래드 구잔            | 1984년 9월 9일(31세)   | 42   | 0    | 애스턴 빌라          |
| 2    | DF   | 디안드레 예들린        | 1993년 7월 9일(22세)   | 31   | 0    | 선덜랜드             |
| 3    | DF   | 스티브 번바움          | 1991년 1월 23일(25세)  | 4    | 1    | D.C. 유나이티드      |
| 4    | MF   | 마이클 브래들리 (주장) | 1987년 7월 31일(28세)  | 113  | 15   | 토론토               |
| 5    | DF   | 맷 비슬러              | 1987년 2월 11일(29세)  | 31   | 0    | 스포팅 캔자스시티    |
| 6    | DF   | 존 브룩스              | 1993년 1월 28일(23세)  | 18   | 2    | 헤르타 BSC           |
| 7    | FW   | 바비 우드              | 1992년 11월 15일(23세) | 16   | 4    | 함부르크 SV          |
| 8    | FW   | 클린트 뎀프시          | 1983년 3월 9일(33세)   | 122  | 49   | 시애틀 사운더스      |
| 9    | FW   | 기야시 자르데스        | 1991년 9월 2일(24세)   | 23   | 3    | LA 갤럭시            |
| 10   | MF   | 달링턴 나그비          | 1990년 7월 19일(25세)  | 5    | 0    | 포틀랜드 팀버스      |
| 11   | MF   | 알레한드로 베도야      | 1987년 4월 29일(29세)  | 45   | 2    | 낭트                 |
| 12   | GK   | 팀 하워드              | 1979년 3월 6일(37세)   | 107  | 0    | 에버턴               |
| 13   | MF   | 저메인 존스            | 1981년 11월 13일(34세) | 58   | 3    | 콜로라도 래피즈      |
| 14   | DF   | 마이클 오로즈코        | 1986년 2월 7일(30세)   | 22   | 4    | 클루브 티후아나      |
| 15   | MF   | 카일 베커맨            | 1982년 4월 23일(34세)  | 52   | 1    | 레알 솔트레이크      |
| 16   | MF   | 페리 키친              | 1992년 2월 29일(24세)  | 3    | 0    | 하트 오브 미들로디언 |
| 17   | FW   | 크리스천 풀리식        | 1998년 9월 18일(17세)  | 1    | 0    | 도르트문트           |
| 18   | FW   | 크리스 원돌로우스키    | 1983년 1월 28일(33세)  | 31   | 10   | 산호세 어스퀘이크스  |
| 19   | MF   | 그레이엄 주시          | 1986년 8월 18일(29세)  | 33   | 4    | 스포팅 캔자스시티    |
| 20   | DF   | 제프 캐머런            | 1985년 7월 11일(30세)  | 39   | 4    | 스토크 시티          |
| 21   | DF   | 에드가르 카스티요      | 1986년 10월 8일(29세)  | 18   | 0    | 몬테레이             |
| 22   | GK   | 이던 호바스            | 1995년 6월 9일(20세)   | 0    | 0    | 몰데                 |
| 23   | MF   | 파비안 존슨            | 1987년 12월 11일(28세) | 42   | 2    | 묀헨글라트바흐       |

## B조

### 브라질
- 감독:  둥가

브라질은 5월 7일에 최종 명단을 발표하였다.
| 번호 | 위치 | 선수                | 생년월일 (나이)        | 출전 | 득점 | 소속                    |
| ---- | ---- | ------------------- | ---------------------- | ---- | ---- | ----------------------- |
| 1    | GK   | 알리송              | 1992년 10월 2일(23세)  | 5    | 0    | 인테르나시오나우        |
| 2    | DF   | 다니엘 알베스       | 1983년 5월 6일(33세)   | 89   | 7    | 바르셀로나              |
| 3    | DF   | 미란다 (주장)       | 1984년 9월 7일(31세)   | 29   | 0    | 인테르나치오날레        |
| 4    | DF   | 지우                | 1987년 6월 12일(28세)  | 6    | 0    | 산둥 루넝               |
| 5    | MF   | 카제미루            | 1992년 2월 23일(24세)  | 9    | 0    | 레알 마드리드           |
| 6    | DF   | 필리피 루이스       | 1985년 8월 9일(30세)   | 23   | 1    | 아틀레티코 마드리드     |
| 7    | MF   | 간수                | 1989년 10월 12일(26세) | 8    | 0    | 상파울루                |
| 8    | MF   | 일리아스            | 1985년 5월 16일(31세)  | 31   | 0    | 코린치앙스              |
| 9    | FW   | 조나스              | 1984년 4월 1일(32세)   | 9    | 2    | 벤피카                  |
| 10   | MF   | 루카스 리마         | 1990년 7월 9일(25세)   | 9    | 1    | 산투스                  |
| 11   | FW   | 가브리에우 바르보자 | 1996년 8월 30일(19세)  | 1    | 1    | 산투스                  |
| 12   | GK   | 지에구 아우베스     | 1985년 6월 24일(30세)  | 8    | 0    | 발렌시아                |
| 13   | DF   | 마르키뉴스          | 1994년 5월 14일(22세)  | 9    | 0    | 파리 생제르맹           |
| 14   | DF   | 호드리구 카이우     | 1993년 8월 17일(22세)  | 1    | 0    | 상파울루                |
| 15   | DF   | 파비뉴              | 1993년 10월 23일(22세) | 3    | 0    | 모나코                  |
| 16   | DF   | 도글라스 산투스     | 1994년 3월 22일(22세)  | 1    | 0    | 아틀레치쿠 미네이루     |
| 17   | MF   | 왈라시              | 1995년 4월 4일(21세)   | 0    | 0    | 그레미우                |
| 18   | MF   | 헤나투 아우구스투   | 1988년 2월 8일(28세)   | 7    | 2    | 베이징 궈안             |
| 19   | MF   | 윌리앙              | 1988년 8월 9일(27세)   | 34   | 6    | 첼시                    |
| 20   | MF   | 루카스 모우라       | 1992년 8월 13일(23세)  | 33   | 4    | 파리 생제르맹           |
| 21   | FW   | 헐크                | 1986년 7월 25일(29세)  | 46   | 12   | 제니트 상트페테르부르크 |
| 22   | MF   | 필리피 코치뉴       | 1992년 6월 12일(23세)  | 13   | 1    | 리버풀                  |
| 23   | GK   | 마르셀루 그로이     | 1987년 1월 13일(29세)  | 2    | 0    | 그레미우                |

### 에콰도르
- 감독:  구스타보 킨테로스

| 번호 | 위치 | 선수                   | 생년월일 (나이)        | 출전 | 득점 | 소속                    |
| ---- | ---- | ---------------------- | ---------------------- | ---- | ---- | ----------------------- |
| 1    | GK   | 막시모 방게라          | 1985년 12월 16일(30세) | 27   | 0    | 바르셀로나 SC           |
| 2    | DF   | 아르투로 미나          | 1990년 10월 8일(25세)  | 7    | 0    | 인데펜디엔테            |
| 3    | DF   | 프리크손 에라소        | 1988년 5월 5일(28세)   | 57   | 2    | 아틀레치쿠 미네이루     |
| 4    | DF   | 후안 카를로스 파레데스 | 1987년 7월 8일(28세)   | 58   | 0    | 왓퍼드                  |
| 5    | DF   | 크리스티안 라미레스    | 1994년 8월 12일(21세)  | 4    | 0    | 페렌츠바로시            |
| 6    | MF   | 크리스티안 노보아      | 1985년 4월 9일(31세)   | 63   | 3    | 로스토프                |
| 7    | MF   | 헤페르손 몬테로        | 1989년 9월 1일(26세)   | 55   | 10   | 스완지 시티             |
| 8    | MF   | 페르난도 가이보르      | 1991년 11월 8일(24세)  | 4    | 0    | 에멜레크                |
| 9    | MF   | 피델 마르티네스        | 1990년 2월 15일(26세)  | 23   | 7    | UNAM                    |
| 10   | DF   | 왈테르 아요비 (주장)   | 1979년 8월 11일(36세)  | 111  | 8    | 몬테레이                |
| 11   | MF   | 미차엘 아로요          | 1987년 4월 23일(29세)  | 26   | 4    | 아메리카                |
| 12   | GK   | 에스테반 드리에르      | 1981년 11월 11일(34세) | 1    | 0    | 에멜레크                |
| 13   | FW   | 에네르 발렌시아        | 1989년 11월 4일(26세)  | 24   | 14   | 웨스트햄 유나이티드     |
| 14   | MF   | 앙헬 메나              | 1988년 1월 21일(28세)  | 6    | 1    | 에멜레크                |
| 15   | MF   | 페드로 라레아          | 1986년 5월 21일(30세)  | 0    | 0    | 엘 나시오날             |
| 16   | MF   | 안토니오 발렌시아      | 1985년 8월 4일(30세)   | 80   | 8    | 맨체스터 유나이티드     |
| 17   | FW   | 하이메 아요비          | 1988년 2월 21일(28세)  | 34   | 9    | 고도이 크루스           |
| 18   | MF   | 카를로스 그루에소      | 1995년 4월 19일(21세)  | 10   | 0    | FC 댈러스               |
| 19   | MF   | 후안 카사레스          | 1992년 4월 3일(24세)   | 12   | 1    | 아틀레치쿠 미네이루     |
| 20   | DF   | 로베르트 아르볼레다    | 1991년 10월 22일(24세) | 0    | 0    | 우니베르시다드 카톨리카 |
| 21   | DF   | 가브리엘 아칠리에르    | 1985년 3월 23일(31세)  | 36   | 0    | 에멜레크                |
| 22   | GK   | 알렉산데르 도밍게스    | 1987년 6월 5일(28세)   | 36   | 0    | LDU 키토                |
| 23   | FW   | 미예르 볼라뇨스        | 1990년 6월 1일(26세)   | 12   | 6    | 그레미우                |

### 아이티
- 감독:  파트리스 느뵈

| 번호 | 위치 | 선수                       | 생년월일 (나이)        | 출전 | 득점 | 소속                      |
| ---- | ---- | -------------------------- | ---------------------- | ---- | ---- | ------------------------- |
| 1    | GK   | 조니 플라시데 (주장)       | 1989년 1월 21일(27세)  | 27   | 0    | 랭스                      |
| 2    | DF   | 장 소니 알세나트           | 1986년 1월 23일(30세)  | 64   | 7    | 볼룬타리                  |
| 3    | DF   | 메차크 제롬                | 1990년 4월 21일(26세)  | 52   | 2    | 잭슨빌 아마다             |
| 4    | DF   | 킴 자기                    | 1982년 11월 14일(33세) | 19   | 1    | 아라우                    |
| 5    | DF   | 로맹 제네부아              | 1987년 10월 28일(28세) | 4    | 0    | 니스                      |
| 6    | DF   | 스테판 람베세              | 1995년 5월 10일(21세)  | 4    | 0    | 파리 생제르맹             |
| 7    | FW   | 윌데도날드 게리에          | 1989년 3월 31일(27세)  | 36   | 7    | 비스와 크라쿠프           |
| 8    | DF   | 레지날 고루                | 1987년 12월 31일(28세) | 21   | 2    | 스탕다르 리에주           |
| 9    | FW   | 케르벵 벨포르              | 1992년 5월 16일(24세)  | 27   | 11   | 1461 트라브존             |
| 10   | FW   | 제프 루이                  | 1992년 8월 8일(23세)   | 26   | 2    | 캉                        |
| 11   | MF   | 파스칼 밀리엥              | 1986년 5월 3일(30세)   | 31   | 2    | 잭슨빌 아마다             |
| 12   | GK   | 스테와르 쇠스              | 1987년 3월 26일(29세)  | 8    | 0    | 미네소타 유나이티드 FC    |
| 13   | MF   | 케뱅 라프랑스              | 1990년 1월 13일(26세)  | 21   | 2    | 크로브리 그워구프         |
| 14   | MF   | 제임스 마르슬랭            | 1986년 6월 13일(29세)  | 29   | 3    | 캐롤라이나 레일혹스       |
| 15   | MF   | 소니 노르드                | 1989년 7월 27일(26세)  | 25   | 3    | 모훈 바간                 |
| 16   | MF   | 장 알렉상드르              | 1986년 8월 24일(29세)  | 38   | 2    | 포트로더데일 스트라이커스 |
| 17   | MF   | 소니 무스티바              | 1990년 2월 12일(26세)  | 11   | 0    | 스포팅 캔자스시티         |
| 18   | DF   | 주델린 아베스카            | 1987년 10월 21일(28세) | 46   | 1    | 콜레지알레스              |
| 19   | MF   | 막스 일라에                | 1985년 12월 6일(30세)  | 7    | 0    | 숄레                      |
| 20   | FW   | 두켕 나종                  | 1994년 4월 17일(22세)  | 13   | 4    | 라발                      |
| 21   | FW   | 장아우데스 마우리스        | 1986년 6월 21일(29세)  | 30   | 10   | 사이공                    |
| 22   | DF   | 알렉스 주니오르 크리스티앙 | 1993년 12월 5일(22세)  | 5    | 0    | 빌라 헤알                 |
| 23   | GK   | 루이스 발렌디 오델루스     | 1994년 12월 1일(21세)  | 0    | 0    | 에글 누아르               |

### 페루
- 감독:  리카르도 가레카

| 번호 | 위치 | 선수                 | 생년월일 (나이)        | 출전 | 득점 | 소속                         |
| ---- | ---- | -------------------- | ---------------------- | ---- | ---- | ---------------------------- |
| 1    | GK   | 페드로 가예세        | 1990년 2월 23일(26세)  | 19   | 0    | 후안 아우리치                |
| 2    | DF   | 알베르토 로드리게스  | 1984년 3월 31일(32세)  | 52   | 0    | 스포르팅 크리스탈            |
| 3    | DF   | 알도 코르소          | 1989년 5월 20일(27세)  | 8    | 0    | 데포르티보 무니시팔          |
| 4    | DF   | 렌소 레보레도        | 1986년 5월 11일(30세)  | 18   | 0    | 스포르팅 크리스탈            |
| 5    | MF   | 아단 발빈            | 1986년 10월 13일(29세) | 12   | 0    | 우니베르시타리오             |
| 6    | DF   | 미겔 트라우코        | 1992년 8월 25일(23세)  | 2    | 0    | 우니베르시타리오             |
| 7    | MF   | 루이스 다 실바       | 1996년 12월 28일(19세) | 0    | 0    | 용 PSV                       |
| 8    | MF   | 안디 폴로            | 1994년 9월 29일(21세)  | 1    | 0    | 우니베르시타리오             |
| 9    | FW   | 파올로 게레로 (주장) | 1984년 1월 1일(32세)   | 67   | 26   | 플라멩구                     |
| 10   | FW   | 크리스티안 쿠에바    | 1991년 11월 23일(24세) | 21   | 1    | 톨루카                       |
| 11   | FW   | 라울 루이디아스      | 1990년 7월 25일(25세)  | 13   | 1    | 우니베르시타리오             |
| 12   | GK   | 디에고 페니          | 1984년 4월 22일(32세)  | 15   | 0    | 스포르팅 크리스탈            |
| 13   | MF   | 레나토 타피아        | 1995년 7월 28일(20세)  | 8    | 0    | 페예노르트                   |
| 14   | MF   | 아르만도 알파게메    | 1990년 11월 3일(25세)  | 0    | 0    | 데포르티보 무니시팔          |
| 15   | DF   | 크리스티안 라모스    | 1988년 11월 4일(27세)  | 43   | 1    | 후안 아우리치                |
| 16   | MF   | 오스카르 빌체스      | 1986년 1월 21일(30세)  | 1    | 0    | 알리안사 리마                |
| 17   | DF   | 루이스 아브람        | 1996년 2월 27일(20세)  | 0    | 0    | 스포르팅 크리스탈            |
| 18   | MF   | 크리스티안 베나벤테  | 1994년 5월 19일(22세)  | 9    | 1    | 샤를루아                     |
| 19   | MF   | 요시마르 요툰        | 1990년 4월 7일(26세)   | 52   | 1    | 말뫼 FF                      |
| 20   | FW   | 에디손 플로레스      | 1994년 5월 15일(22세)  | 4    | 0    | 우니베르시타리오             |
| 21   | MF   | 알레한드로 호베르크  | 1991년 9월 20일(24세)  | 0    | 0    | 우니베르시다드 세사르 바예호 |
| 22   | DF   | 하이르 세스페데스    | 1984년 5월 22일(32세)  | 7    | 0    | 스포르팅 크리스탈            |
| 23   | GK   | 카를로스 카세다      | 1991년 9월 27일(24세)  | 0    | 0    | 우니베르시타리오             |

## C조

### 자메이카
| 번호 | 위치 | 선수                 | 생년월일 (나이)        | 출전 | 득점 | 소속                   |
| ---- | ---- | -------------------- | ---------------------- | ---- | ---- | ---------------------- |
| 1    | GK   | 안드레 블레이크      | 1990년 11월 21일(25세) | 15   | 0    | 필라델피아 유니언      |
| 2    | DF   | 다마노 솔로몬        | 1994년 10월 13일(21세) | 0    | 0    | 포트모어 유나이티드    |
| 3    | DF   | 마이클 헥터          | 1992년 7월 19일(23세)  | 13   | 0    | 첼시                   |
| 4    | DF   | 웨스 모건            | 1984년 1월 21일(32세)  | 25   | 0    | 레스터 시티            |
| 5    | DF   | 로사리오 해리엇      | 1989년 9월 26일(26세)  | 1    | 0    | 하버 뷰                |
| 6    | FW   | 데버 어길            | 1990년 3월 8일(26세)   | 5    | 0    | IFK 마리에함           |
| 7    | MF   | 체번 마시            | 1994년 2월 25일(22세)  | 0    | 0    | 카발리어               |
| 8    | FW   | 클레이턴 도널드슨    | 1984년 2월 7일(32세)   | 4    | 1    | 버밍엄 시티            |
| 9    | FW   | 질스 반스            | 1988년 8월 5일(27세)   | 14   | 3    | 휴스턴 다이너모        |
| 10   | MF   | 조비 매카너프        | 1981년 11월 9일(34세)  | 26   | 1    | 레이턴 오리엔트        |
| 11   | MF   | 앤드루 밴지          | 1990년 11월 26일(25세) | 3    | 0    | 험블 라이언스          |
| 12   | MF   | 마이클 빈스          | 1988년 8월 12일(27세)  | 0    | 0    | 포트모어 유나이티드    |
| 13   | GK   | 드웨인 커            | 1987년 2월 16일(29세)  | 14   | 0    | 스티야르난             |
| 14   | FW   | 앨런 오티            | 1992년 12월 18일(23세) | 5    | 0    | 몬테고 베이 유나이티드 |
| 15   | MF   | 제본 왓슨            | 1983년 10월 22일(32세) | 54   | 2    | 뉴잉글랜드 레벌루션    |
| 16   | MF   | 리 윌리엄슨          | 1982년 6월 7일(33세)   | 4    | 0    | 블랙번 로버스          |
| 17   | MF   | 로돌프 오스틴 (주장) | 1985년 6월 1일(31세)   | 84   | 7    | 브뢴뷔 IF              |
| 18   | MF   | 조엘 그랜트          | 1987년 8월 26일(28세)  | 13   | 2    | 엑서터 시티            |
| 19   | DF   | 에이드리언 마리아파  | 1986년 10월 3일(29세)  | 37   | 1    | 크리스털 팰리스        |
| 20   | DF   | 케머 로렌스          | 1992년 9월 17일(23세)  | 31   | 2    | 뉴욕 레드불스          |
| 21   | DF   | 저메인 테일러        | 1985년 1월 14일(31세)  | 85   | 0    | 포틀랜드 팀버스        |
| 22   | MF   | 개러스 매클리어리    | 1987년 5월 15일(29세)  | 19   | 3    | 레딩                   |
| 23   | GK   | 라이언 톰슨          | 1985년 1월 7일(31세)   | 7    | 0    | 세인트루이스 FC        |

### 멕시코
| 번호 | 위치 | 선수                   | 생년월일 (나이)       | 출전 | 득점 | 소속            |
| ---- | ---- | ---------------------- | --------------------- | ---- | ---- | --------------- |
| 1    | GK   | 호세 데 헤수스 코로나  | 1981년 1월 26일(35세) | 42   | 0    | 크루스 아술     |
| 2    | DF   | 네스토르 아라우호      | 1991년 8월 21일(24세) | 5    | 1    | 산토스 라구나   |
| 3    | DF   | 야세르 코로나          | 1987년 7월 28일(28세) | 4    | 0    | 케레타로        |
| 4    | DF   | 라파엘 마르케스 (주장) | 1979년 2월 13일(37세) | 129  | 16   | 아틀라스        |
| 5    | DF   | 디에고 레예스          | 1992년 9월 19일(23세) | 32   | 0    | 레알 소시에다드 |
| 6    | DF   | 호르헤 토레스 닐로     | 1988년 1월 16일(28세) | 45   | 1    | UANL            |
| 7    | DF   | 미겔 라윤              | 1988년 6월 25일(27세) | 38   | 3    | 포르투          |
| 8    | FW   | 이르빙 로사노          | 1995년 7월 30일(20세) | 2    | 1    | 파추카          |
| 9    | FW   | 라울 히메네스          | 1991년 5월 5일(25세)  | 42   | 8    | 벤피카          |
| 10   | FW   | 헤수스 마누엘 코로나   | 1993년 1월 6일(23세)  | 20   | 5    | 포르투          |
| 11   | MF   | 하비에르 아키노        | 1990년 2월 11일(26세) | 35   | 0    | UANL            |
| 12   | GK   | 알프레도 탈라베라      | 1982년 9월 18일(33세) | 20   | 0    | 톨루카          |
| 13   | GK   | 기예르모 오초아        | 1985년 7월 13일(30세) | 74   | 0    | 말라가          |
| 14   | FW   | 하비에르 에르난데스    | 1988년 6월 1일(28세)  | 80   | 45   | 바이어 레버쿠젠 |
| 15   | DF   | 엑토르 모레노          | 1988년 1월 17일(28세) | 66   | 1    | PSV 에인트호번  |
| 16   | MF   | 엑토르 에레라          | 1990년 4월 19일(26세) | 39   | 3    | 포르투          |
| 17   | MF   | 칸디도 라미레스        | 1993년 6월 5일(22세)  | 1    | 0    | 몬테레이        |
| 18   | MF   | 안드레스 과르다도      | 1986년 9월 28일(29세) | 124  | 23   | PSV 에인트호번  |
| 19   | FW   | 오리베 페랄타          | 1984년 1월 12일(32세) | 46   | 22   | 아메리카        |
| 20   | MF   | 헤수스 두에냐스        | 1989년 3월 16일(27세) | 6    | 1    | UANL            |
| 21   | MF   | 카를로스 페냐          | 1990년 3월 25일(26세) | 16   | 1    | 과달라하라      |
| 22   | DF   | 파울 아길라르          | 1986년 3월 6일(30세)  | 50   | 5    | 아메리카        |
| 23   | MF   | 헤수스 몰리나          | 1988년 3월 29일(28세) | 11   | 0    | 산토스 라구나   |

### 우루과이
- 감독:  오스카르 타바레스

우루과이는 2016년 5월 14일에 최종 명단을 발표하였다.5월 27일, 크리스티안 로드리게스의 부상으로 디에고 락살트가 대신 명단에 들어갔다.
| 번호 | 위치 | 선수                | 생년월일 (나이)        | 출전 | 득점 | 소속                   |
| ---- | ---- | ------------------- | ---------------------- | ---- | ---- | ---------------------- |
| 1    | GK   | 페르난도 무슬레라   | 1986년 6월 16일(29세)  | 79   | 0    | 갈라타사라이           |
| 2    | DF   | 호세 히메네스       | 1995년 1월 20일(21세)  | 25   | 3    | 아틀레티코 마드리드    |
| 3    | DF   | 디에고 고딘 (주장)  | 1986년 2월 16일(30세)  | 97   | 7    | 아틀레티코 마드리드    |
| 4    | DF   | 호르헤 푸실레       | 1984년 11월 19일(31세) | 46   | 0    | 나시오날               |
| 5    | MF   | 카를로스 산체스     | 1984년 12월 2일(31세)  | 16   | 0    | 몬테레이               |
| 6    | DF   | 알바로 페레이라     | 1985년 11월 28일(30세) | 78   | 7    | 헤타페                 |
| 7    | MF   | 디에고 락살트       | 1993년 2월 7일(23세)   | 0    | 0    | 제노아                 |
| 8    | FW   | 아벨 에르난데스     | 1990년 8월 8일(25세)   | 25   | 10   | 헐 시티                |
| 9    | FW   | 루이스 수아레스     | 1987년 1월 24일(29세)  | 84   | 45   | 바르셀로나             |
| 10   | MF   | 가스톤 라미레스     | 1990년 12월 2일(25세)  | 34   | 0    | 미들즈브러             |
| 11   | FW   | 크리스티안 스투아니 | 1986년 10월 12일(29세) | 27   | 5    | 미들즈브러             |
| 12   | GK   | 마르틴 캄파냐       | 1989년 5월 29일(27세)  | 0    | 0    | 인데펜디엔테           |
| 13   | DF   | 마우리시오 빅토리노 | 1982년 10월 11일(33세) | 23   | 0    | 나시오날               |
| 14   | MF   | 니콜라스 로데이로   | 1989년 3월 2일(27세)   | 44   | 3    | 보카 주니어스          |
| 15   | MF   | 마티아스 베시노     | 1991년 8월 24일(24세)  | 2    | 0    | 피오렌티나             |
| 16   | DF   | 막시 페레이라       | 1984년 6월 8일(31세)   | 110  | 3    | 포르투                 |
| 17   | MF   | 에히디오 아레발로   | 1982년 1월 1일(34세)   | 77   | 0    | 아틀라스               |
| 18   | DF   | 마티아스 코루호     | 1986년 5월 8일(30세)   | 12   | 0    | 우니베르시다드 데 칠레 |
| 19   | DF   | 가스톤 실바         | 1994년 3월 5일(22세)   | 2    | 0    | 토리노                 |
| 20   | MF   | 알바로 곤살레스     | 1984년 10월 29일(31세) | 62   | 3    | 아틀라스               |
| 21   | FW   | 에딘손 카바니       | 1987년 2월 14일(29세)  | 80   | 30   | 파리 생제르맹          |
| 22   | FW   | 디에고 롤란         | 1993년 3월 24일(23세)  | 18   | 3    | 보르도                 |
| 23   | GK   | 마르틴 실바         | 1983년 3월 25일(33세)  | 7    | 0    | 바스쿠 다 가마         |

### 베네수엘라
- 감독:  라파엘 두다멜

| 번호 | 위치 | 선수                   | 생년월일 (나이)        | 출전 | 득점 | 소속                  |
| ---- | ---- | ---------------------- | ---------------------- | ---- | ---- | --------------------- |
| 1    | GK   | 호세 콘트레라스        | 1994년 10월 20일(21세) | 2    | 0    | 데포르티보 타치라     |
| 2    | DF   | 윌케르 앙헬            | 1993년 3월 18일(23세)  | 4    | 2    | 데포르티보 타치라     |
| 3    | DF   | 미켈 비야누에바        | 1993년 4월 14일(23세)  | 2    | 1    | 아틀레티코 말라게뇨   |
| 4    | DF   | 오스왈도 비스카론도    | 1984년 5월 31일(32세)  | 71   | 8    | 낭트                  |
| 5    | MF   | 아르키메데스 피게라    | 1989년 10월 6일(26세)  | 8    | 1    | 라 과이라             |
| 6    | DF   | 호세 마누엘 벨라스케스 | 1990년 9월 8일(25세)   | 15   | 1    | 아로카                |
| 7    | FW   | 요나탄 델 바예         | 1990년 5월 28일(26세)  | 10   | 0    | 카슴파샤              |
| 8    | MF   | 토마스 링콘 (주장)     | 1988년 1월 13일(28세)  | 69   | 0    | 제노아                |
| 9    | FW   | 살로몬 론돈            | 1989년 9월 16일(26세)  | 49   | 16   | 웨스트브로미치 앨비언 |
| 10   | MF   | 로물로 오테로          | 1992년 11월 9일(23세)  | 11   | 4    | 우아치파토            |
| 11   | MF   | 후안피                 | 1994년 1월 24일(22세)  | 3    | 0    | 말라가                |
| 12   | GK   | 다니 에르난데스        | 1985년 10월 21일(30세) | 20   | 0    | 테네리페              |
| 13   | MF   | 리스 마누엘 세이하스   | 1986년 6월 23일(29세)  | 62   | 2    | 산타페                |
| 14   | MF   | 카를로스 수아레스      | 1992년 4월 26일(24세)  | 0    | 0    | 카라보보              |
| 15   | MF   | 알레한드로 게라        | 1985년 7월 9일(30세)   | 52   | 4    | 아틀레티코 나시오날   |
| 16   | DF   | 로베르토 로살레스      | 1988년 11월 20일(27세) | 63   | 0    | 말라가                |
| 17   | FW   | 조세프 마르티네스      | 1993년 5월 19일(23세)  | 24   | 4    | 토리노                |
| 18   | MF   | 아달베르토 페냐란다    | 1997년 5월 31일(19세)  | 2    | 0    | 그라나다              |
| 19   | FW   | 크리스티안 산토스      | 1988년 3월 24일(28세)  | 4    | 1    | NEC                   |
| 20   | DF   | 롤프 펠처              | 1990년 6월 10일(25세)  | 5    | 0    | MSV 뒤스부르크        |
| 21   | DF   | 알렉산데르 곤살레스    | 1992년 9월 13일(23세)  | 30   | 1    | 우에스카              |
| 22   | MF   | 양헬 에레라            | 1998년 1월 7일(18세)   | 0    | 0    | 아틀레티코 베네수엘라 |
| 23   | GK   | 윌케르 파리녜스        | 1998년 1월 15일(18세)  | 0    | 0    | 카라카스              |

## D조

### 아르헨티나
- 감독:  헤라르도 마르티노

| 번호 | 위치 | 선수                  | 생년월일 (나이)        | 출전 | 득점 | 소속                |
| ---- | ---- | --------------------- | ---------------------- | ---- | ---- | ------------------- |
| 1    | GK   | 세르히오 로메로       | 1987년 2월 22일(29세)  | 72   | 0    | 맨체스터 유나이티드 |
| 2    | DF   | 호나탄 마이다나       | 1985년 7월 29일(30세)  | 2    | 0    | 리버 플레이트       |
| 3    | DF   | 파쿤도 롱카글리아     | 1987년 2월 10일(29세)  | 10   | 0    | 피오렌티나          |
| 4    | DF   | 가브리엘 메르카도     | 1987년 3월 18일(29세)  | 4    | 2    | 리버 플레이트       |
| 5    | MF   | 마티아스 크라네비테르 | 1993년 5월 21일(23세)  | 4    | 0    | 아틀레티코 마드리드 |
| 6    | MF   | 루카스 비글리아       | 1986년 1월 30일(30세)  | 37   | 1    | 라치오              |
| 7    | MF   | 앙헬 디 마리아        | 1988년 2월 14일(28세)  | 72   | 16   | 파리 생제르맹       |
| 8    | MF   | 아우구스토 페르난데스 | 1986년 4월 10일(30세)  | 11   | 1    | 아틀레티코 마드리드 |
| 9    | FW   | 곤살로 이과인         | 1987년 12월 10일(28세) | 56   | 25   | 나폴리              |
| 10   | FW   | 리오넬 메시 (주장)    | 1987년 6월 24일(28세)  | 112  | 50   | 바르셀로나          |
| 11   | FW   | 세르히오 아궤로       | 1988년 6월 2일(28세)   | 71   | 32   | 맨체스터 시티       |
| 12   | GK   | 나우엘 구스만         | 1986년 2월 10일(30세)  | 6    | 0    | UANL                |
| 13   | DF   | 라미로 푸네스 모리    | 1991년 3월 5일(25세)   | 6    | 0    | 에버턴              |
| 14   | MF   | 하비에르 마스체라노   | 1984년 6월 8일(31세)   | 123  | 3    | 바르셀로나          |
| 15   | DF   | 빅토르 쿠에스타       | 1988년 11월 19일(27세) | 0    | 0    | 인데펜디엔테        |
| 16   | DF   | 마르코스 로호         | 1990년 3월 20일(26세)  | 43   | 2    | 맨체스터 유나이티드 |
| 17   | DF   | 니콜라스 오타멘디     | 1988년 2월 12일(28세)  | 31   | 2    | 맨체스터 시티       |
| 18   | MF   | 에리크 라멜라         | 1992년 3월 4일(24세)   | 15   | 1    | 토트넘 홋스퍼       |
| 19   | MF   | 에베르 바네가         | 1988년 6월 29일(27세)  | 40   | 4    | 세비야              |
| 20   | MF   | 니콜라스 가이탄       | 1988년 2월 23일(28세)  | 12   | 2    | 벤피카              |
| 21   | MF   | 하비에르 파스토레     | 1989년 6월 20일(26세)  | 27   | 2    | 파리 생제르맹       |
| 22   | FW   | 에세키엘 라베시       | 1985년 5월 3일(31세)   | 49   | 7    | 허베이 차이나 포춘  |
| 23   | GK   | 마리아노 안두하르     | 1983년 7월 30일(32세)  | 11   | 0    | 에스투디안테스      |

### 볼리비아
| 번호 | 위치 | 선수                       | 생년월일 (나이)        | 출전 | 득점 | 소속                  |
| ---- | ---- | -------------------------- | ---------------------- | ---- | ---- | --------------------- |
| 1    | GK   | 카를로스 람페 (주장)       | 1987년 3월 17일(29세)  | 4    | 0    | 스포르트 보이스       |
| 2    | DF   | 에르윈 사베드라            | 1996년 2월 25일(20세)  | 3    | 0    | 볼리바르              |
| 3    | DF   | 루이스 알베르토 구티에레스 | 1985년 3월 10일(31세)  | 31   | 0    | 이로니 키르야트시모나 |
| 4    | DF   | 디에고 베하라노            | 1991년 8월 24일(24세)  | 11   | 1    | 더 스트롱기스트       |
| 5    | DF   | 넬손 카브레라              | 1983년 4월 22일(33세)  | 0    | 0    | 볼리바르              |
| 6    | MF   | 왈테르 베이사가            | 1986년 4월 22일(30세)  | 17   | 0    | 더 스트롱기스트       |
| 7    | FW   | 후안 카를로스 아르세       | 1985년 4월 10일(31세)  | 49   | 8    | 볼리바르              |
| 8    | MF   | 마르틴 스메드베르그달렌세  | 1984년 5월 10일(32세)  | 8    | 1    | IFK 예테보리          |
| 9    | FW   | 야스마니 두크              | 1988년 3월 1일(28세)   | 6    | 1    | 뉴욕 코스모스         |
| 10   | MF   | 자스마니 캄포스            | 1988년 5월 10일(28세)  | 33   | 2    | 카즈마                |
| 11   | FW   | 길베르트 알바레스          | 1992년 4월 7일(24세)   | 4    | 0    | 레알 포토시           |
| 12   | GK   | 로멜 키뇨네스              | 1992년 6월 25일(23세)  | 13   | 0    | 볼리바르              |
| 13   | MF   | 알레한드로 멜레안          | 1987년 6월 16일(28세)  | 10   | 0    | 오리엔테 페트롤레로   |
| 14   | MF   | 라울 카스트로              | 1989년 8월 19일(26세)  | 0    | 0    | 더 스트롱기스트       |
| 15   | MF   | 페드로 아소게              | 1994년 12월 6일(21세)  | 9    | 0    | 오리엔테 페트롤레로   |
| 16   | MF   | 크리스티안 마차도          | 1990년 6월 20일(25세)  | 0    | 0    | 호르헤 윌스테르만     |
| 17   | DF   | 마르빈 베하라노            | 1988년 3월 6일(28세)   | 26   | 0    | 오리엔테 페트롤레로   |
| 18   | FW   | 로드리고 라마요            | 1990년 10월 14일(25세) | 8    | 2    | 더 스트롱기스트       |
| 19   | MF   | 카르멜로 알가라냐스        | 1996년 1월 27일(20세)  | 1    | 0    | 페트롤레로            |
| 20   | MF   | 페르난도 사우세도          | 1990년 3월 15일(26세)  | 1    | 0    | 호르헤 윌스테르만     |
| 21   | DF   | 로날드 에기노              | 1988년 2월 20일(28세)  | 15   | 0    | 볼리바르              |
| 22   | DF   | 에드와르드 센테노          | 1984년 12월 5일(31세)  | 25   | 0    | 호르헤 윌스테르만     |
| 23   | GK   | 기예르모 비스카라          | 1993년 2월 7일(23세)   | 0    | 0    | 오리엔테 페트롤레로   |

### 칠레
- 감독:  후안 안토니오 피시
- 주장: 클라우디오 브라보

칠레는 2016년 5월 13일에 최종 명단을 발표하였다.2016년 6월 1일, 마티아스 페르난데스가 부상으로 인해 엔트리에서 제외되고, 마르크 곤살레스로 교체되었다.
| 번호 | 위치 | 선수                     | 생년월일 (나이)        | 출전 | 득점 | 소속                    |
| ---- | ---- | ------------------------ | ---------------------- | ---- | ---- | ----------------------- |
| 1    | GK   | 클라우디오 브라보 (주장) | 1983년 4월 13일(33세)  | 100  | 0    | 맨체스터 시티           |
| 2    | DF   | 에우헤니오 메나          | 1988년 7월 18일(27세)  | 45   | 3    | 상파울루                |
| 3    | DF   | 엔조 로코                | 1992년 8월 16일(23세)  | 7    | 1    | 에스파뇰                |
| 4    | DF   | 마우리시오 이슬라        | 1988년 6월 12일(27세)  | 74   | 3    | 마르세유                |
| 5    | MF   | 프란시스코 실바          | 1986년 2월 11일(30세)  | 25   | 0    | 치아파스                |
| 6    | DF   | 호세 페드로 푸엔살리다   | 1985년 2월 22일(31세)  | 28   | 1    | 우니베르시다드 카톨리카 |
| 7    | FW   | 알렉시스 산체스          | 1988년 12월 19일(27세) | 95   | 31   | 아스널                  |
| 8    | MF   | 아르투로 비달            | 1987년 5월 22일(29세)  | 75   | 15   | 바이에른 뮌헨           |
| 9    | FW   | 마우리시오 피니야        | 1984년 2월 4일(32세)   | 41   | 8    | 아탈란타                |
| 10   | MF   | 파블로 에르난데스        | 1986년 10월 24일(29세) | 4    | 3    | 셀타 비고               |
| 11   | FW   | 에두아르도 바르가스      | 1989년 11월 20일(26세) | 54   | 25   | 1899 호펜하임           |
| 12   | GK   | 크리스토페르 토셀리      | 1988년 6월 15일(27세)  | 5    | 0    | 우니베르시다드 카톨리카 |
| 13   | MF   | 에리크 풀가르            | 1994년 1월 15일(22세)  | 3    | 0    | 볼로냐                  |
| 14   | FW   | 마크 곤살레스            | 1984년 7월 10일(31세)  | 54   | 6    | 스포르트 헤시피         |
| 15   | DF   | 장 보세주르              | 1984년 6월 1일(32세)   | 75   | 6    | 콜로-콜로               |
| 16   | FW   | 니콜라스 카스티요        | 1993년 2월 14일(23세)  | 4    | 1    | 우니베르시다드 카톨리카 |
| 17   | DF   | 가리 메델 (부주장)       | 1987년 8월 3일(28세)   | 89   | 7    | 인테르나치오날레        |
| 18   | DF   | 곤살로 하라              | 1985년 8월 29일(30세)  | 89   | 3    | 우니베르시다드 데 칠레  |
| 19   | FW   | 파비안 오레야나          | 1986년 1월 27일(30세)  | 37   | 2    | 셀타 비고               |
| 20   | MF   | 차를레스 아랑기스        | 1989년 4월 17일(27세)  | 42   | 6    | 바이어 레버쿠젠         |
| 21   | MF   | 마르셀로 디아스          | 1986년 12월 30일(29세) | 44   | 1    | 셀타 비고               |
| 22   | FW   | 에드손 푸크              | 1986년 4월 9일(30세)   | 8    | 0    | LDU 키토                |
| 23   | GK   | 조니 에레라              | 1981년 5월 9일(35세)   | 15   | 0    | 우니베르시다드 데 칠레  |

### 파나마
- 감독:  에르난 다리오 고메스

| 번호 | 위치 | 선수                 | 생년월일 (나이)        | 출전 | 득점 | 소속                  |
| ---- | ---- | -------------------- | ---------------------- | ---- | ---- | --------------------- |
| 1    | GK   | 하이메 페네도        | 1981년 9월 26일(34세)  | 114  | 0    | 사프리사              |
| 2    | MF   | 미겔 카마르고        | 1993년 5월 9일(23세)   | 10   | 0    | 미네로스 데 과야나    |
| 3    | DF   | 하롤드 커밍스        | 1992년 1월 3일(24세)   | 41   | 0    | 알라후엘렌세          |
| 4    | DF   | 피델 에스코바르      | 1995년 1월 9일(21세)   | 4    | 0    | 스포르팅 산미겔리토   |
| 5    | DF   | 로데리크 미예르      | 1992년 3월 4일(24세)   | 15   | 0    | 산프란시스코          |
| 6    | MF   | 가브리엘 고메스      | 1984년 5월 29일(32세)  | 121  | 10   | 카르타히네스          |
| 7    | FW   | 블라스 페레스        | 1981년 3월 13일(35세)  | 105  | 37   | 밴쿠버 화이트캡스     |
| 8    | FW   | 가브리엘 토레스      | 1988년 10월 31일(27세) | 53   | 7    | 사모라                |
| 9    | FW   | 로베르토 누르세      | 1983년 12월 16일(32세) | 15   | 3    | 사카테카스            |
| 10   | FW   | 루이스 테하다        | 1982년 3월 28일(34세)  | 91   | 42   | 후안 아우리치         |
| 11   | MF   | 아르만도 쿠페르      | 1987년 11월 26일(28세) | 67   | 5    | 아라베 우니도         |
| 12   | GK   | 알렉스 로드리게스    | 1990년 5월 8일(26세)   | 3    | 0    | 산프란시스코          |
| 13   | DF   | 아돌포 마차도        | 1985년 2월 14일(31세)  | 62   | 1    | 사프리사              |
| 14   | MF   | 발렌틴 피멘텔        | 1991년 5월 30일(25세)  | 16   | 1    | 라 에키다드           |
| 15   | DF   | 마르틴 고메스        | 1990년 1월 23일(26세)  | 8    | 1    | 산프란시스코          |
| 16   | FW   | 압디엘 아로요        | 1993년 12월 13일(22세) | 13   | 0    | RNK 스플리트          |
| 17   | DF   | 루이스 엔리케스      | 1981년 11월 23일(34세) | 87   | 2    | 타우로                |
| 18   | MF   | 리카르도 부이트라고  | 1986년 3월 10일(30세)  | 18   | 3    | 후안 아우리치         |
| 19   | MF   | 알베르토 킨테로      | 1987년 12월 18일(28세) | 67   | 4    | 새너제이 어스퀘이크스 |
| 20   | MF   | 아니발 고도이        | 1990년 2월 10일(26세)  | 55   | 1    | 새너제이 어스퀘이크스 |
| 21   | MF   | 아밀카르 엔리케스    | 1983년 8월 2일(32세)   | 69   | 0    | 아메리카 데 칼리      |
| 22   | GK   | 호세 칼데론          | 1985년 8월 14일(30세)  | 13   | 0    | 플라텐세              |
| 23   | DF   | 펠리페 발로이 (주장) | 1981년 2월 24일(35세)  | 92   | 3    | 아틀라스              |